# Берёзовский (муниципальное образование Алапаевское)
Берёзовский — посёлок в Алапаевском районе Свердловской области России, входящий в состав муниципального образования Алапаевское. Входит в состав Берёзовского сельского совета.

## География
Посёлок расположен на правом берегу реки Берёзовка в 60 километрах на северо-восток от города Алапаевск.

## Инфраструктура
К посёлку подведена узкоколейная железная дорога. Является ответвлением Чернышевка — Кыртомка — Берёзовка. В границах посёлка находится станция АУЖД Берёзовка.

## Население
| 2002 | 2010 |
| ---- | ---- |
| 101  | ↘19  |